# Адміністративний поділ Узбекистану
Узбекистан поділений на 12 областей (узб. вилоят, viloyat), одне місто (узб. шаҳар, shahar) і одну автономну республіку (узб. республика, respublika). Області і республіка, в свою чергу, поділяються на тумани та міста обласного (в Каракалпакстані — республіканського) підпорядкування (МОП). У таблиці нижче подані адміністративні одиниці, а також їх площа, населення, кількість районів і міськрад (на 1.01.2005), а також дати утворення та обласні центри. Номери в таблиці відповідають номерам на карті.
| №  | Адм. одиниця              | Площа, км² | Населення (2007), тис. осіб. | К-сть районів | К-сть МОП | Дата утворення | Центр     |
| -- | ------------------------- | ---------- | ---------------------------- | ------------- | --------- | -------------- | --------- |
| 1  | Республіка Каракалпакстан | 166591     | 1582,7                       | 14            | 2         | 16.02.1925     | Нукус     |
| 2  | Андижанська область       | 4303       | 2409,8                       | 14            | 3         | 6.03.1941      | Андижан   |
| 3  | Бухарська область         | 40323      | 1545,1                       | 11            | 2         | 15.01.1938     | Бухара    |
| 4  | Джиззацька область        | 21210      | 1064,7                       | 12            | 1         | 16.02.1990     | Джиззак   |
| 5  | Кашкадар'їнська область   | 28568      | 2462,2                       | 13            | 1         | 7.02.1964      | Карші     |
| 6  | Навоїйська область        | 110988     | 819,5                        | 8             | 2         | 27.01.1992     | Навої     |
| 7  | Наманганська область      | 7439       | 2134,5                       | 11            | 1         | 18.12.1967     | Наманган  |
| 8  | Самаркандська область     | 16774      | 2955,5                       | 14            | 2         | 15.01.1938     | Самарканд |
| 9  | Сирдар'їнська область     | 4276       | 684,3                        | 8             | 3         | 16.02.1963     | Ґулістан  |
| 10 | Сурхандар'їнська область  | 20099      | 1957,8                       | 14            | 1         | 6.03.1941      | Термез    |
| 11 | Ташкентська область       | 15259      | 2492,5                       | 15            | 6         | 15.01.1938     | Ташкент   |
| 12 | Ферганська область        | 6760       | 2920,3                       | 15            | 4         | 15.01.1938     | Фергана   |
| 13 | Хорезмська область        | 6052       | 1477,8                       | 10            | 1         | 15.01.1938     | Ургенч    |
| 14 | Місто Ташкент             | 327        | 2157,1                       | 11            | —         | …              | …         |